# Systems Application Architecture
Die System-Anwendungs-Architektur (engl. Systems Application Architecture, SAA) ist eine Sammlung von Standards für die systemübergreifende Softwareentwicklung, welche von IBM gegen Ende der 1980er Jahre eingeführt wurden.
Die ersten Implementierungen waren in den IBM Betriebssystemen OS/2, OS/400 und AIX enthalten. 
Die wichtigsten Standards innerhalb der SAA sind:
- CPI - Common Programming Interface ist eine Anwendungsprogrammierschnittstelle.
- CUA - Common User Access liefert Empfehlungen zur Gestaltung der Benutzerschnittstelle.
- CCS - Common Communication Support sind Empfehlungen zur Einbindung von Anwendungssystemen in Netzwerken.

Als gemeinsame Sprache für die Anwendungssteuerung war die Prozedursprache REXX vorgesehen.